# Den Danske Pioneer
Den Danske Pioneer (engelsk: The Danish Pioneer) er en dansksproget avis udgivet i USA. Avisen støttede Det Demokratiske Parti.

## Historie
Avisen blev grundlagt i 1872 af Mark Hansen. Den blev udgivet i Omaha, og 75 % af dens abonnenter var danske bønder. I 1893 udvidede avisen med en trykpresse, der kunne producere 6.000 sider i timen. I 1903 var avisens medarbejderstab vokset til 16, og avisen flyttede ind i nogle nybyggede kontorer i Omaha.
I 1952 flyttede avisen til Elmwood Park i Illinois, hvor den blev udgivet til 1984. Dronning Margrete kårede den daværende redaktør, Chris Steffesen, til ridder af Dannebrog for at fejre avisens 125-årsdag.
I dag er avisen en del af Bertelsen Publishing Co., med base i Hoffman Estates, Illinois. Chris Steffensens kone Elsa Steffensen er udgiver og deres datter Linda Steffensen redaktør.
Den Danske Pioneer er den ene af to tilbageværende dansksprogede aviser i USA. Den anden Bien, en ugentlig avis udgivet i Californien.